# مهاجرت پرندگان

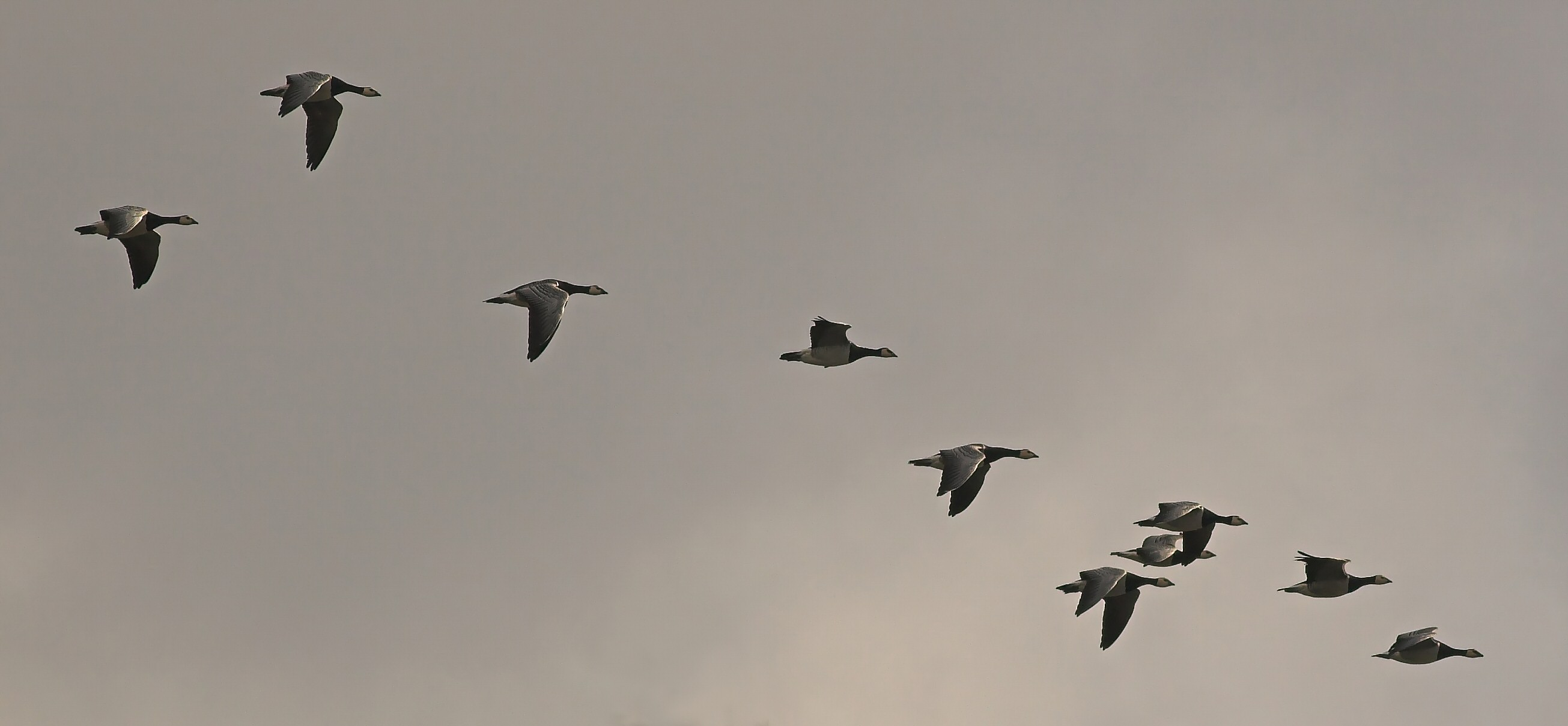
یک دسته غاز در مهاجرت پاییزه

نمونهٔ مسیرهای کوچ پرندگان مهاجر دوربُرد

مهاجرت پرندگان یا کوچ پرندگان به سفرهای منظم فصلی می‌گویند که بسیاری از گونه‌های پرندگان انجام می‌دهند. سفر پرندگان ممکن است در پاسخ به تغییرات آب و هوا، دسترسی به مواد غذایی، یا زیستگاه باشد. گاه برخی از این سفرها را «مهاجرت واقعی» نمی‌نامند زیرا نامنظم بوده یا یک‌سویه هستند (مانند دور شدن پرندگان جوان از زادگاه خود و پراکنده شدن). ویژگی مهاجرت، نظم فصلیِ سالانهٔ آن است.
در مقابل، بعضی از پرندگان کاملاً غیرکوچنده (غیرمهاجر) هستند.

## دیدگاه‌های تاریخی

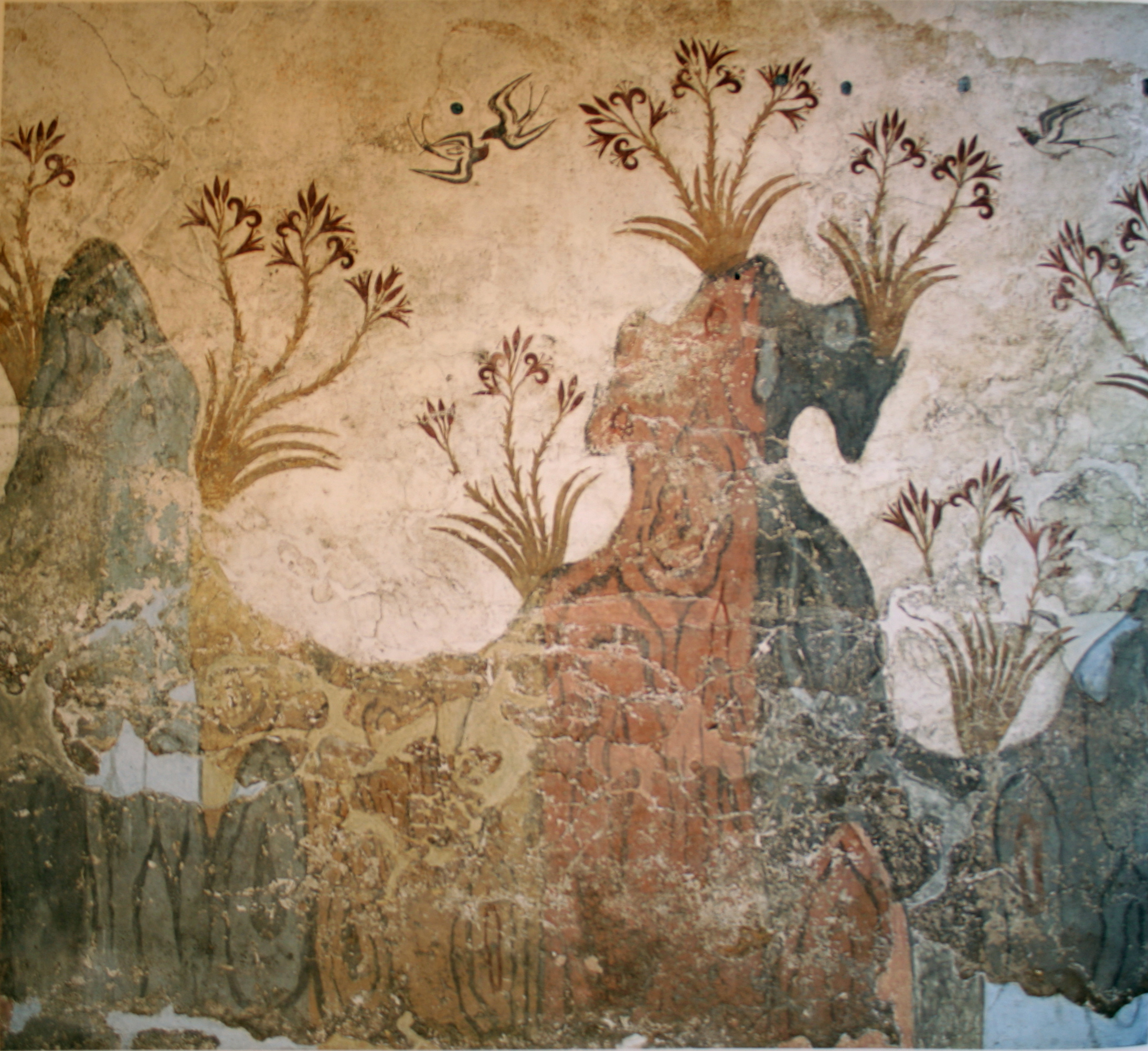
نقاشی دیواری بهاری از آکروتیری یونان (اکنون در موزه ملی باستان‌شناسی - آتن)

در اقیانوس آرام، تکنیک‌های سنتی زمین‌یابی که توسط میکرونزی‌ها و پولینزیایی‌ها استفاده می‌شود، نشان می‌دهد که مهاجرت پرندگان برای بیش از ۳۰۰۰ سال مشاهده و تفسیر شده است. به عنوان مثال، در سنت ساموایی، تاگالوآ دخترش سینا را به شکل پرنده ای به نام تولی به زمین فرستاد تا زمین‌های خشک را بیابد، کلمه تولی به‌طور خاص به سرنشینان زمین یاب، اغلب به سهره طلایی اقیانوس آرام اشاره دارد. مهاجرت پرندگان در اروپا دست‌کم از ۳۰۰۰ سال پیش توسط نویسندگان یونان باستان هزیود، هومر، هرودوت و ارسطو ثبت شده است.